# Décembre 1787

## Événements
- 2 - 3 décembre : échec d'une tentative autrichienne de s'emparer de Belgrade par surprise[1]

- 7 décembre : le Delaware ratifie la Constitution des États-Unis d'Amérique et devient le premier État des États-Unis[2].

- 12 décembre : la Pennsylvanie ratifie la Constitution des États-Unis d'Amérique et devient le deuxième État des États-Unis[2].

- 18 décembre : le New Jersey ratifie la Constitution des États-Unis d'Amérique et devient le troisième État des États-Unis[2].

## Naissances
- 17 décembre : Jan Evangelista Purkinje (mort en 1869), anatomiste et neurophysiologiste tchèque.